# Собор святого Миколая (Любляна)
Люблянський кафедральний собор (словен. ljubljanska stolnica), офіційна назва Церковь святого Миколая (словен. cerkev sv. Nikolaja, неофіційно також šenklavška cerkev), також Собор святого Миколая (словен. stolnica sv. Nikolaja) — кафедральний собор у Любляні, столиці Словенії. Спочатку Люблянський кафедральний собор був готичним храмом. На початку 18 століття її замінили на будівлю в стилі бароко. Це легко впізнавана пам'ятка міста з зеленим куполом і вежами-близнюками, що стоїть на площі Кирила і Мефодія (Ciril-Metodov trg) поруч з Люблянським центральним ринком і Люблянською ратушею.

## Історія

### Церкви-попередниці

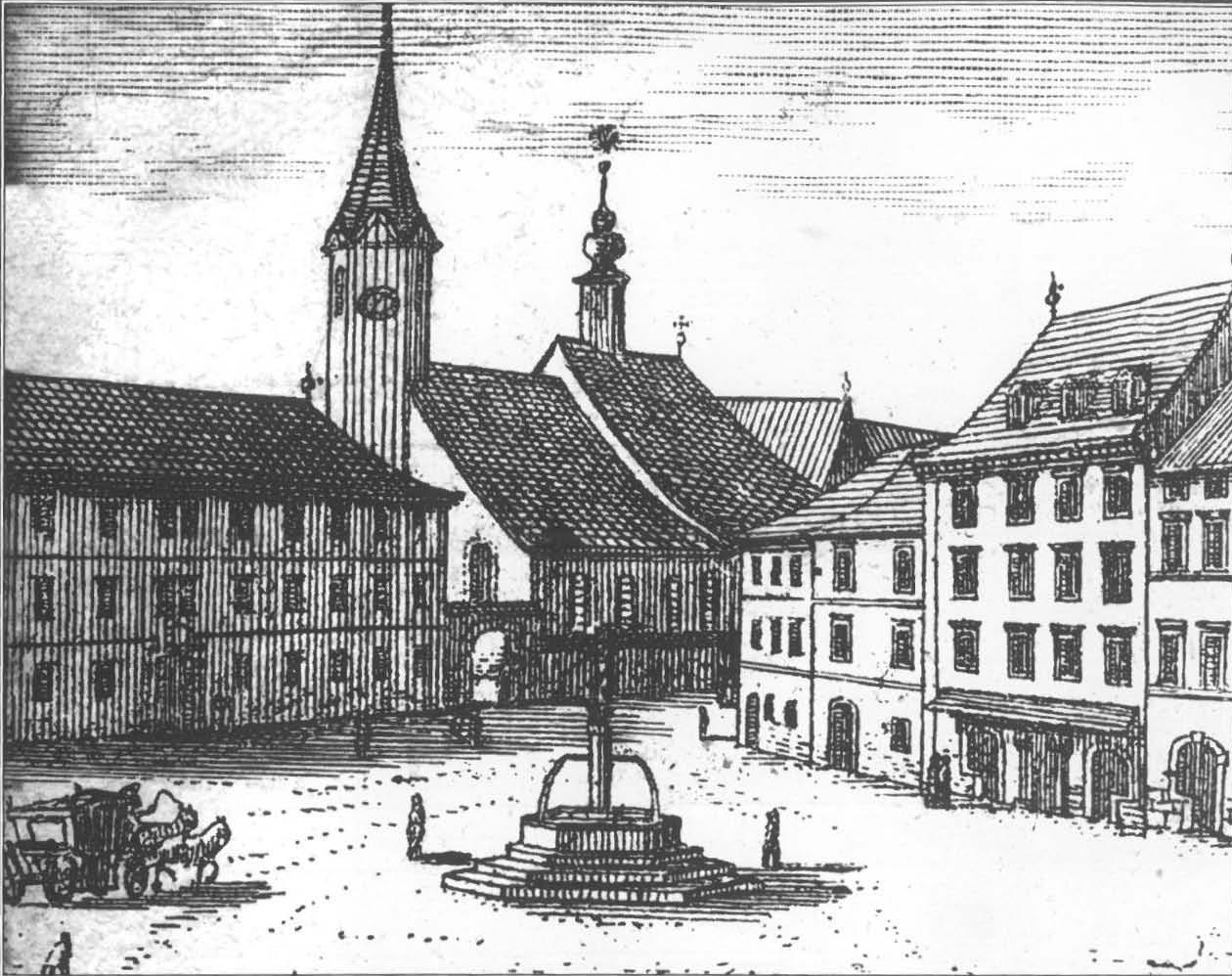
Зображення старого Люблянського собору з книги «Слава герцогства Карніола» (1689)

Спочатку на цьому місці стояв тринефний романський костел, найдавніша згадка про який датується 1262 роком. Це був наступник давньої парафії Святого Петра. Після сильної пожежі 1361 року церква була відновлена в готичному стилі, але в 1461 році, коли була створена Люблянська єпархія, вона зазнала змін, і церква стала кафедральним собором. Однак у 1469 році вона знову згоріла. Цього разу підозрювали, що це був підпал, імовірно, з боку турків.

### Бароковий собор
У 1700 році з ініціативи декана Йоганна Ґреґора Тальнічера (Дольничара) та Академії оперного співу Лабацензіум монах-капуцин Флорентіанус Понненсіс з Мілана чи Болоньї спроектував новий бароковий зальний костел. Наступного року, коли будівництво вже розпочалося, план переглянув і доповнив архітектор-єзуїт Андреа Поццо, який спроектував костел у формі базиліки, додавши до нього купол. Він не наглядав за реалізацією свого задуму, тому будівля була значно адаптована будівельниками, зокрема Франческо Бомбассі з Венеції. Дві дзвіниці, що нагадують Зальцбурзький собор, були добудовані за планом ломбардцем Джуліо Куальо.
Будівництво відбувалося між 1701 і 1706 роками. Керували ним Франческо Бомбасі, який вже через кілька місяців замінив ненадійного Франческо Фератту, та Міхаель Замерл. Майстром-будівельником був Павло Югович, а після його смерті у березні 1704 року — Грегор Мачек-старший. Будівництво було завершено у 1706 році, перше богослужіння відбулося у новій будівлі у серпні 1706 року, а освячення — 8 травня 1707 року.

## Опис

### Зовнішній вигляд
Костел, орієнтований на схід, можна впізнати за восьмигранним куполом над переходом зі східного боку та двома дзвіницями із західного боку. Купол з маківкою, який замінив пофарбований у 1841 році, побудував Матей Медвідь, а теслярські роботи виконував Юрій Пайк. Дзвіниці були побудовані в 1705-06 роках і прикрашені позолоченими яблуками. У них зберігалися різні мощі та пергаментні написи. На вежах церкви встановлено шість дзвонів, в тому числі другий найстаріший дзвін у Словенії, датований 1326 роком, дзвін Гаспаро де Франчі з 1706 року і п'ять дзвонів фабрики Strojne Livarne. Між дзвіницями знаходиться сегментований напівкруглий фронтон, реконструкція 1989 року оригінального барокового фронтону, який після Люблянського землетрусу 1895 року будівельник Франц Фалескіні замінив на трикутний за планом архітектора Раймунда Джеблінгера.
Фасади церкви прикрашені нішами 19-20 століть зі статуями єпископів і святих, фресками в стилі бароко, давньоримськими надгробками і деякими іншими пам'ятниками з колекції кам'яних пам'ятників Тальнічера (Dolničarjev lapidarij), яка була створена на початку 18 століття з ініціативи історика Йоганна Грегора Тальнічера. На південній стіні є бічний вхід у східній частині і яскраво прикрашена готична п'єта в західній частині, копія тієї, що була в більш ранньому готичному соборі. Південний фасад прикрашає сонячний годинник з римськими цифрами і латинським девізом (Nescitis diem neque horam — Ти не знаєш ні дня, ні години), датований 1826 роком. Він був відреставрований у 1989 році. Західний фасад з головним входом прикрашає меморіальна дошка праворуч від входу із зображенням плафона зі старого Люблянського собору у вигляді голови Христа і латинським написом Memoria veteris ecclesiae cathedralis (Старі спогади про соборну церкву).
У нішах собору встановлено шість статуй єпископів та святих, виконаних з пісковику. У нішах південного фасаду знаходиться готична пієта, а також статуї святого Гермагора і святого Фортуната, виконані з пісковика у 1872 році скульптором Францом Ксавером Заєцем. У нішах західного фасаду (поруч з головним входом) знаходяться статуя Томи Аквінського і статуя святого Бонавентури роботи скульптора Івана Пенгова (1912), у нішах північного фасаду — статуї Сигізмунда фон Ламберга, першого єпископа Любляни, і єпископа Любляни Томаса Чрона, обидві створені у 1913 році, також Пенговим.
На входах встановлені бронзові скульптурні двері 1996 року, створені до 1250-річчя християнства на території Словенії та візиту папи Іоанна Павла ІІ. На вхідних дверях, які тепер називаються Словенськими дверима, знаходиться рельєф Тоне Демшара із зображенням словенської історії, присвячений 1250-річчю християнства в Словенії. Бічні двері, які тепер називаються Люблянськими, були перероблені Мірсадом Бегічем, який прикрасив їх портретами єпископів Любляни 20-го століття. Згодом за головними дверима з'явилися автоматичні електричні двері.

### Інтер'єр
В інтер'єрі збереглася значна частина оригінального барокового декору з фресками, намальованими Джуліо Куальо між 1703–1706 та пізнішими 1721–1723 роками. Серед інших помітних прикрас собору - вівтарні ангели братів Паоло та Джузеппе Гроппеллі у правій частині нефа (1711) та Франческо Робба у лівій (1745–1750). Анджело Путті створив статуї чотирьох єпископів Емони, що сидять під балкою купола (1712–1713), погруддя Йоганна Антона Тальнічера (1715) і рельєфи ангелів у сферичних трикутниках біля вівтаря Святої Трійці. 1843–44 роках купол розписав Матевж Лангуш. Фреска в куполі зображує Святого Духа та ангелів, а фрески на стінах купола — коронацію Богородиці та прославлення Святого Миколая в оточенні ангелів і святих. У 1950-х роках архітектор Йоже Плечник розробив плани нового церковного оздоблення.

## Галерея

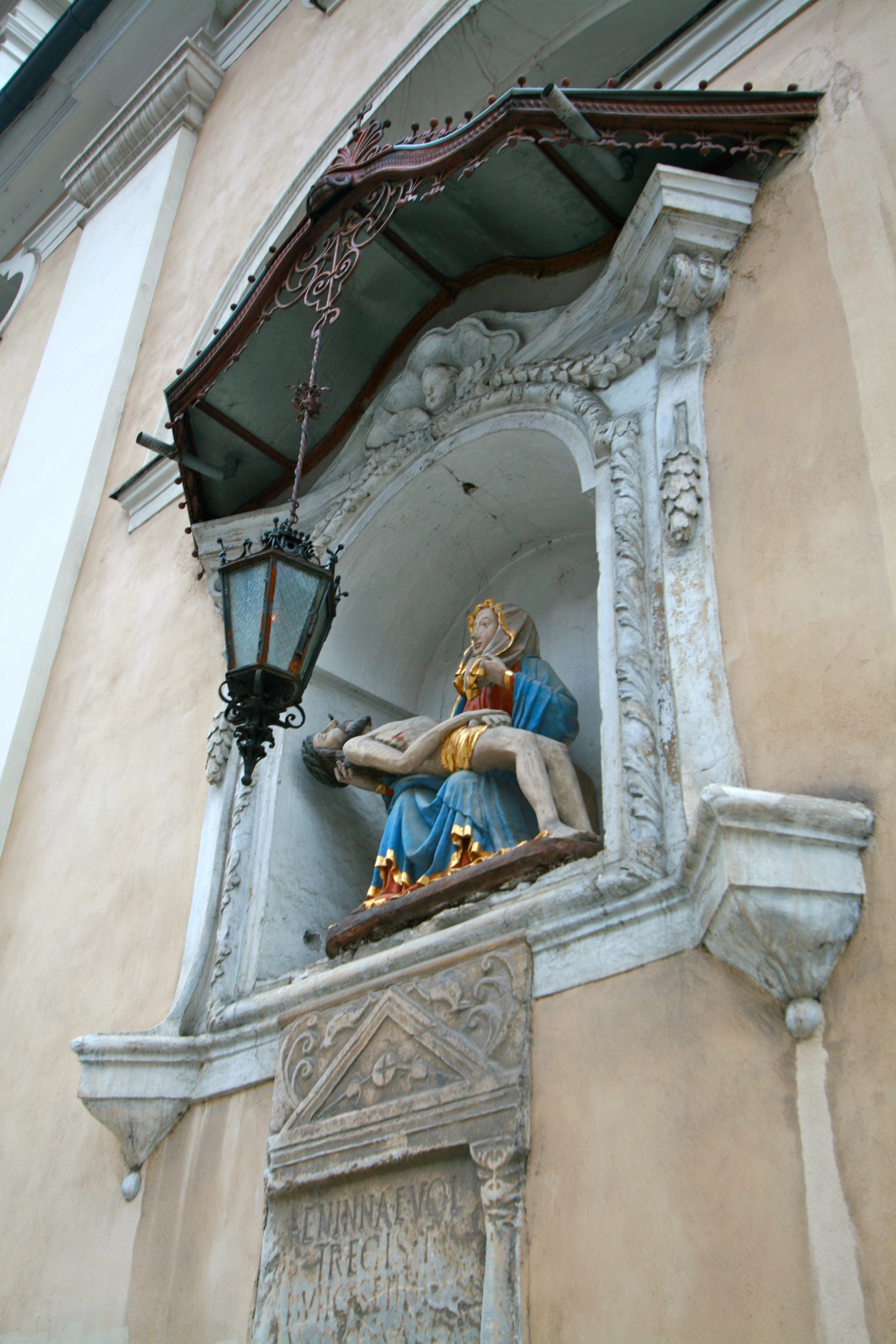
П'єта в південній стіні собору
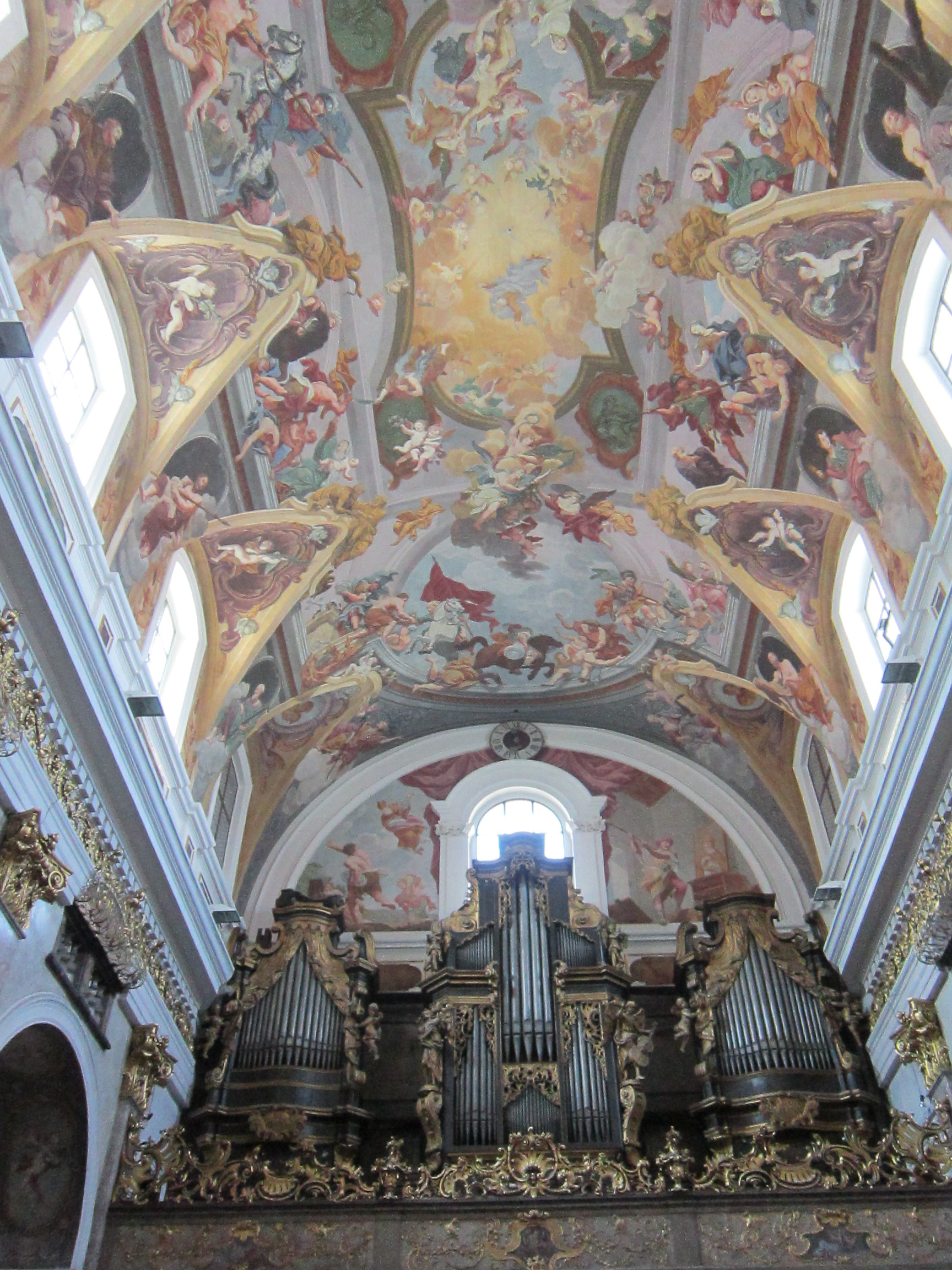
Стеля собору та органи
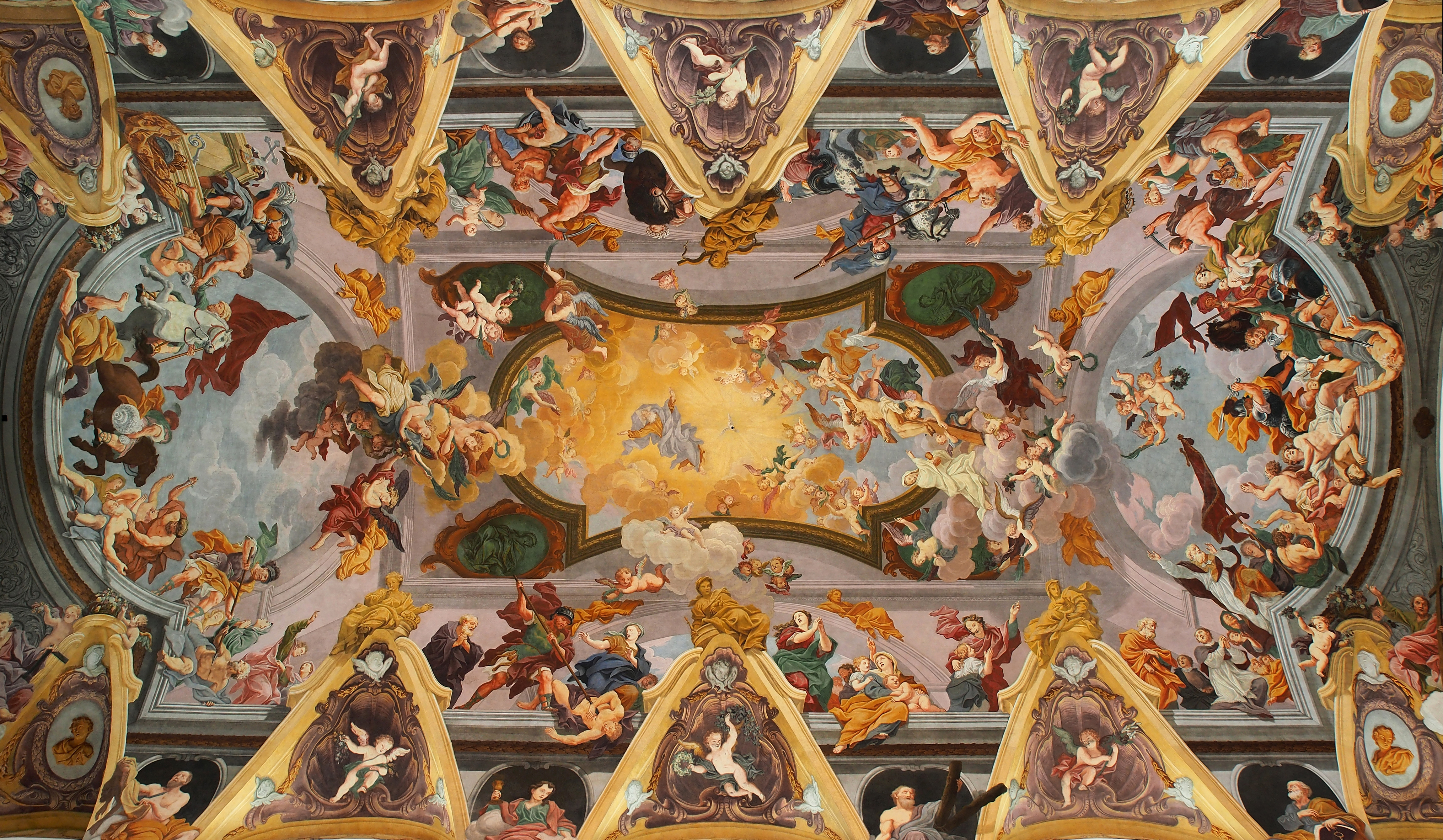
Фреска Джуліо Квалльо на стелі собору
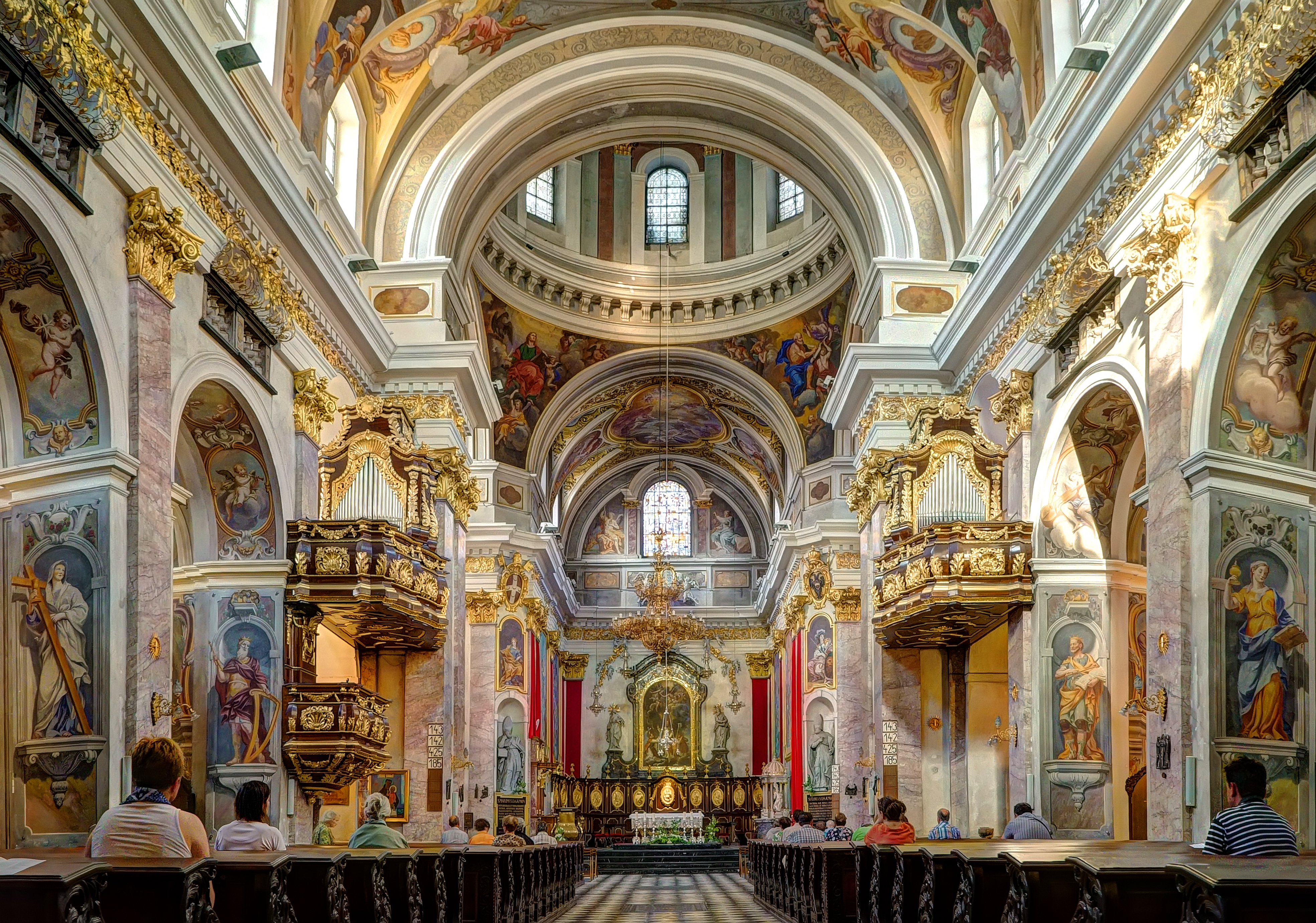
Інтер'єр з головним вівтарем
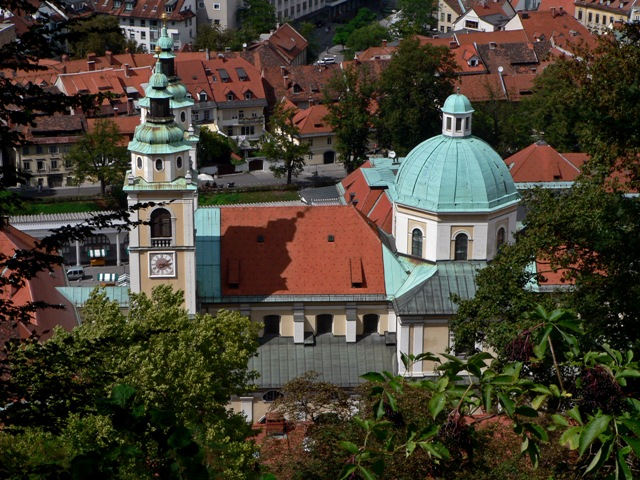
Вид на собор з Люблянського замку
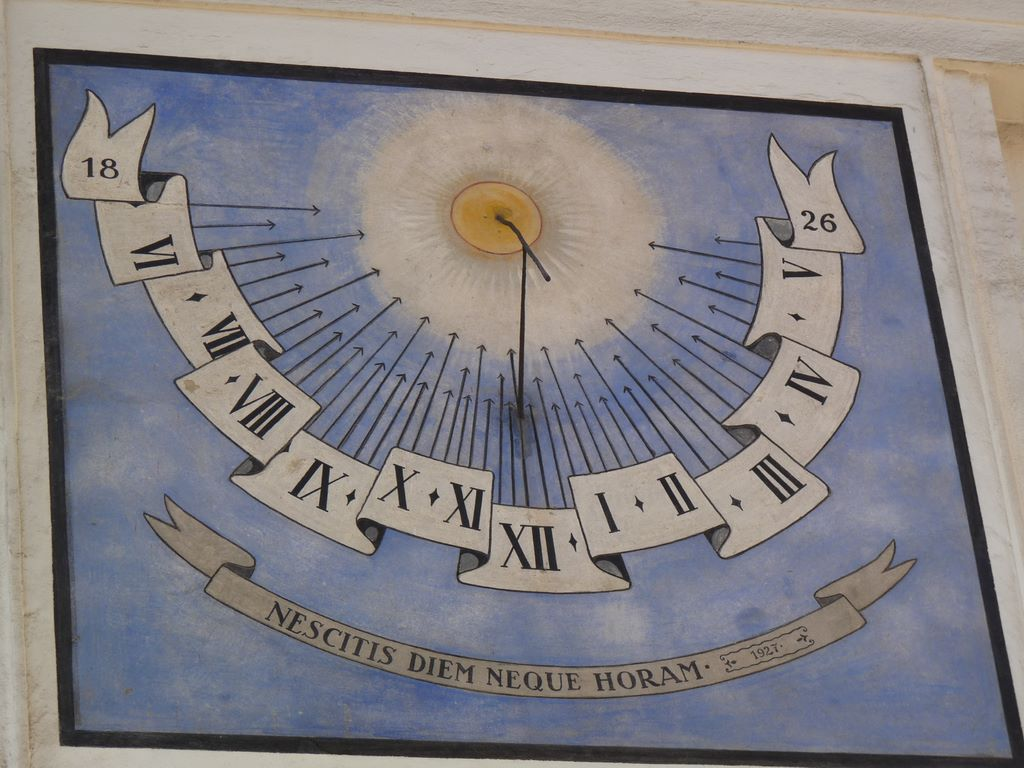
Сонячний годинник на фасаді собору
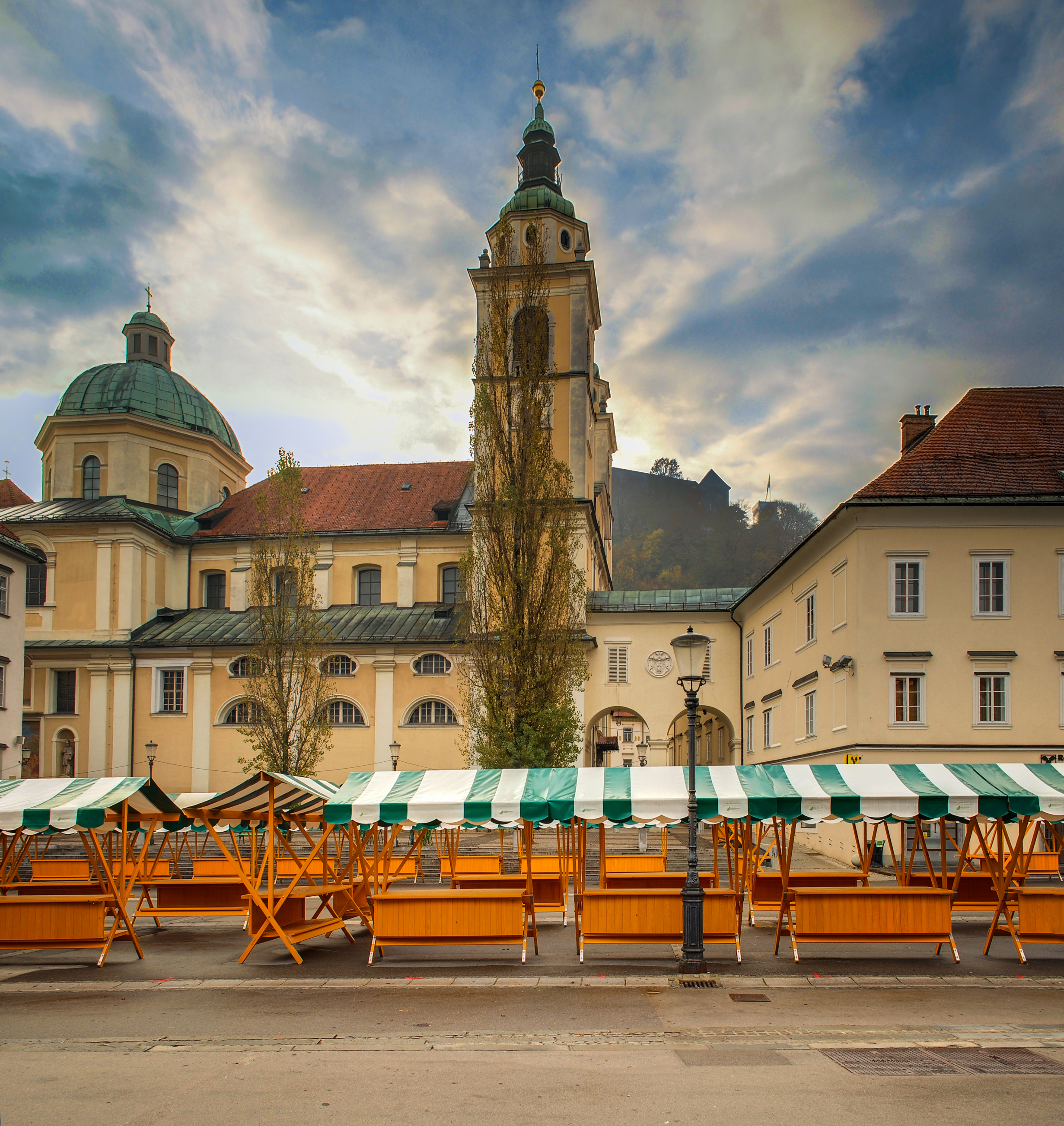
юПлоща Погачар перед собором